# Pain au lait

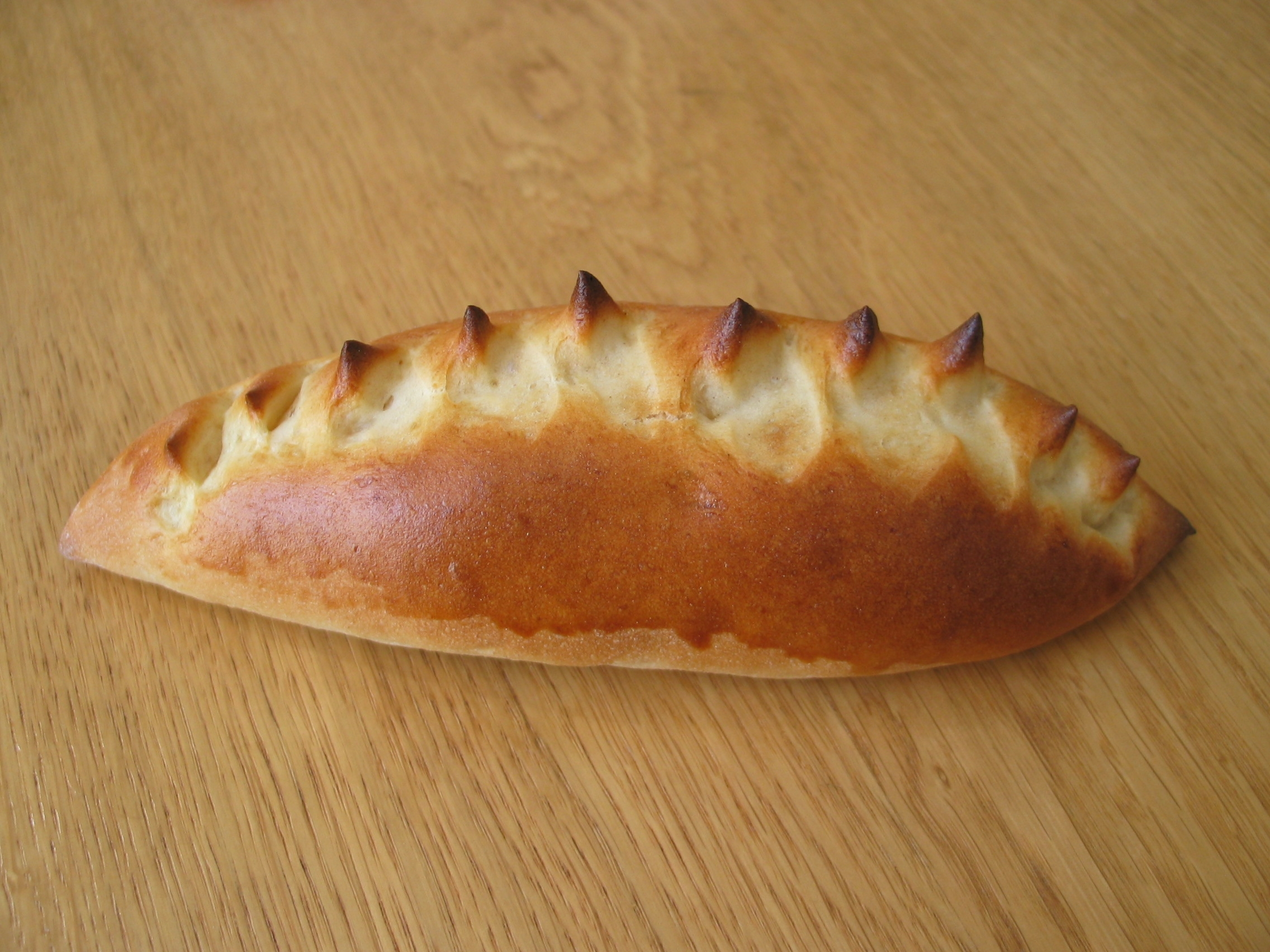
Un pain au lait de forme oblongue.

Le pain au lait, parfois appelé navette, est un produit commercialisé en boulangerie, sous la forme oblongue ou ronde d'un petit pain, à l'aspect, à la consistance et à la saveur voisines de celle de la brioche.
Avec le sucre et un peu de malt, le lait est généralement incorporé à la farine au pétrissage sous forme d'une faible quantité de poudre de lait, de l'ordre de 50 g, pour 1 kg de farine de gruau de préférence et 150 g de beurre qui, avec les 2 œufs, contribue à l'aspect de « brioche » du pain au lait. Un kilogramme de pâte peut être divisé pour obtenir une vingtaine de pains.
Le pain viennois, plus volumineux, s'apparente au pain au lait en ce qu'il comporte sensiblement les mêmes ingrédients, mais globalement en proportion moindre par rapport à la farine.